# Akademibokhandeln
Akademibokhandeln (tidigare Nordiska Bokhandelsgruppen, se Nordiska Bokhandeln) är Sveriges marknadsledande bokhandelskedja med över 100 butiker spridda över hela landet. Koncernen omsatte under 2018 ca 1,8 miljarder kronor och antalet medarbetare uppgick till 476. Akademibokhandeln erbjuder ett brett sortiment av böcker, pappers- och kontorsvaror. En del av de större butikerna anordnar regelbundet event och författaraftnar, där författarna möter sina läsare.

## Historia
Akademibokhandeln startade 1971 på initiativ av Stockholms universitets studentkårs ordförande Dag Klackenberg med syftet att få ordning på kårens försäljning av kompendier och kurslitteratur. Den första bokhandeln riktad till allmänheten öppnades 1975 vid Odenplan.
År 1992 bildades Akademibokhandelsgruppen genom en sammanslagning av Academus AB och Esselte Bokhandel AB, som förvärvades av Konsumentföreningen Stockholm år 1987 respektive 1990. Under två år hade företagen samlingsnamnet Nordiska Bokhandelsgruppen, men blev därefter Akademibokhandelsgruppen. Akademibokhandeln ingick från 1998 i Kooperativa Förbundet och 65% ägdes av KF Media. Akademibokhandelsgruppen har under årens lopp bland annat förvärvat de klassiska universitetsboklådorna Lundequistska bokhandeln ("LundeQ") i Uppsala och Gleerupska universitetsbokhandeln i Lund.
Vid årsskiftet 2012/2013 slog Akademibokhandeln och Bokia ihop sina verksamheter och beslutade att bedriva den nya gemensamma bokhandelskedjan under varumärket Akademibokhandeln. Omprofileringen av Bokia-butikerna genomfördes successivt under 2013.
I juni 2015 sålde Kooperativa Förbundet sin 65-procentiga ägarandel av Akademibokhandeln AB till investeringsfonden Accent Equity. Försäljningen var en del i den renodling av verksamheten som KF inledde 2013 för att koncentrera sig på sin kärnverksamhet inom dagligvaruhandeln. Akademibokhandeln ägdes fram till 2017 av Accent Equity (71,7 %), Killbergs Bokhandel (11,1 %), Stiftelsen Natur & Kultur (11,1 %) samt av den egna ledningen och styrelsen.
Idag ägs Akademibokhandeln av Bokusgruppen.

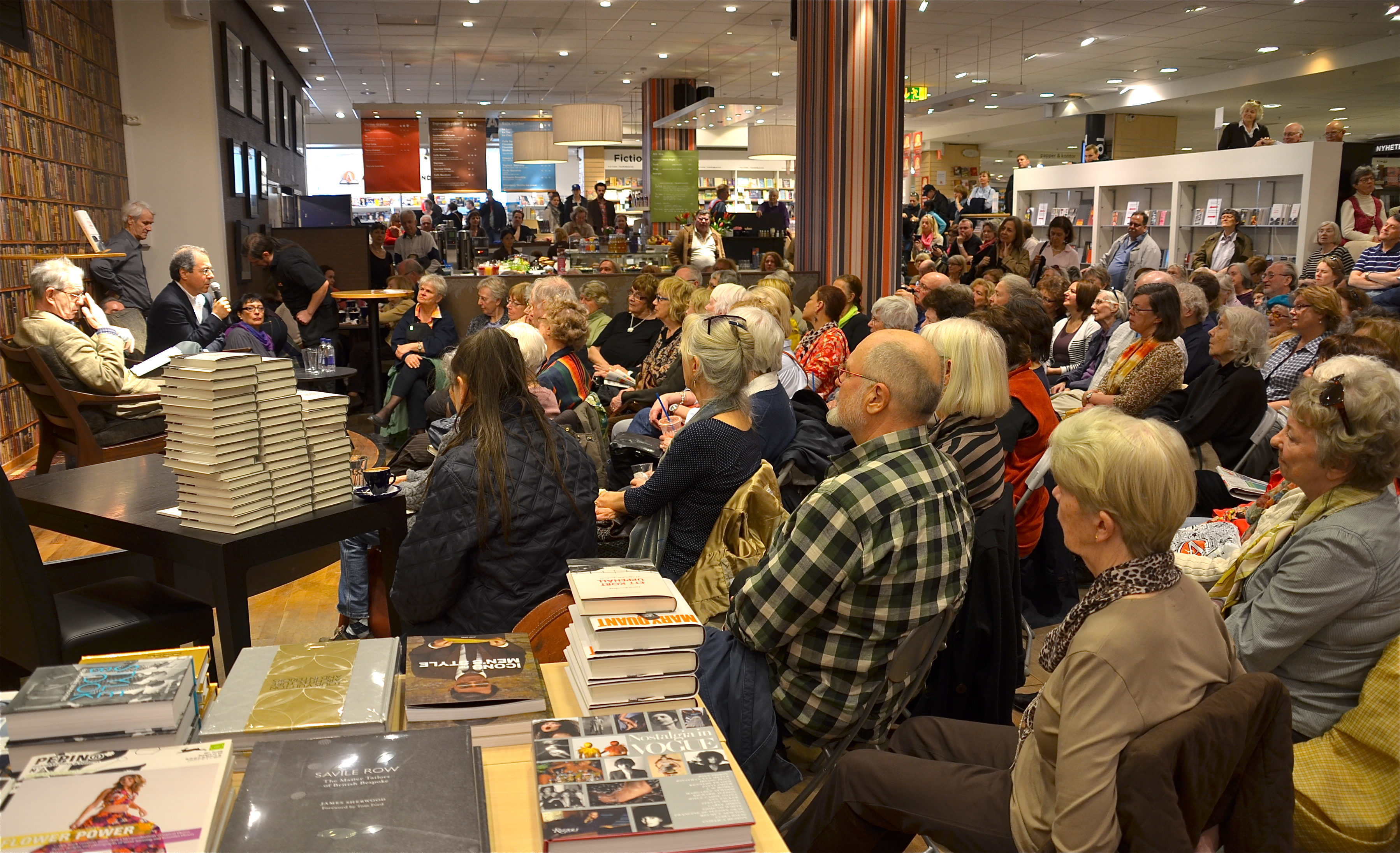
Författare möter sina läsare på Akademibokhandeln City i Stockholm 28 april 2011.